# 東郷愛弓
東郷 愛弓（とうごう あゆみ、1985年10月13日- ）は、千葉県出身の女性モデル、MC。
広告・カタログ・ショーなどのモデル、MCとして活動している。過去にレースクイーンとしても活動していた。。また。ハンドメイドの小物を作ることが得意で、ネット通販や即売会も行っている。

## 来歴・人物
- 2007年、ミスPIAAガール（PIAA NAKAJIMA Racing レースクィーン）[2]を務め、SUPER GTやフォーミュラニッポンで活動。[3]。
- 旅行が趣味で、タイ王国やシンガポール、ベトナムに複数回行ったことがある[4]。
- 2011年6月17日、2年半前から既婚者で第一子を妊娠中であることを明らかにした[5]。同年9月に第一子を出産し[6]、2013年に第二子を出産している[7]。
- 鶴見洋子や林万理、橘由夏とは仕事のみならず、プライベートでも交流が深い[8]。
- 弟が1人いる[9]。

## 資格
- FP3級
- 社会福祉士
- 英語検定2級
- 中国語検定4級
- ホームヘルパー2級
- プレイケアリーダー
- 社会福祉主事
- 普通自動車運転免許

## 出演

### Web媒体
- carview 今月の週末旅 Mercedes-Benz V-Class

### Web TV
- 夜遊びメールバトル火曜（あっ!とおどろく放送局 - 2008年8月19日-2010年7月27日）
- ツーフェイスTV（あっ!とおどろく放送局）